# Futurepop
Futurepop — напрямок електронної танцювальної музики, який виник під впливом synthpop та EBM в кінці 90-х років 20 сторіччя. Цей термін започаткували Ronan Harris (VNV Nation) та Stephan Groth (Apoptygma Berzerk), намагаючись дати визначення музиці власних колективів. Найвідоміші виконавці в цьому жанрі Assemblage 23, Neuroticfish та Seabound.
З початком спаду популярності EBM більш сучасна версія жанру почала формуватись в середині/кінці 90-х років. Ця версія характеризується більш танцювальним звучанням з помітним впливом synthpop (в структурах пісень та акценті на текстах і вокальному стилі) та epic trance (у вигляді пафосних та арпеджийованих синтезаторних мелодій), являє собою ведому техно бітом музику, орієнтовану на клуби. Також характерними є часте використання семплінгу та відсутність модифікацій вокалу, які часто зустрічаються в інших суміжних жанрах електронної музики.
Деякі композиції цього жанру стали популярними хітами в альтернативних клубах, особливо в Німеччині, де деякі гурти цього жанру, такі як Covenant, Apoptygma Berzerk та VNV Nation мали успіх у музичних чартах.
Найбільш відомі музичні фестивалі на яких виступають виконавці Futurepop: Infest, Amphi festival, Wave Gotik Treffen та M'era Luna.

## Найвідоміші представники
| - Angels & Agony - Apoptygma Berzerk - Assemblage 23 - Ayria - Blume - Code 64 - Colony 5 - Covenant | - Culture Kultür - Endanger - Frozen Plasma - Glis - Icon of Coil - Imperative Reaction - Informatik - Information Society | - Massiv in Mensch - Mind.in.a.box - NamNamBulu - Neuroticfish - Pride & Fall - Purity Ring - Rotersand - Seabound | - State of the Union - Stromkern - System Syn - T.O.Y. - VNV Nation - XP8 - Kirlian Camera |